# ادی کیو

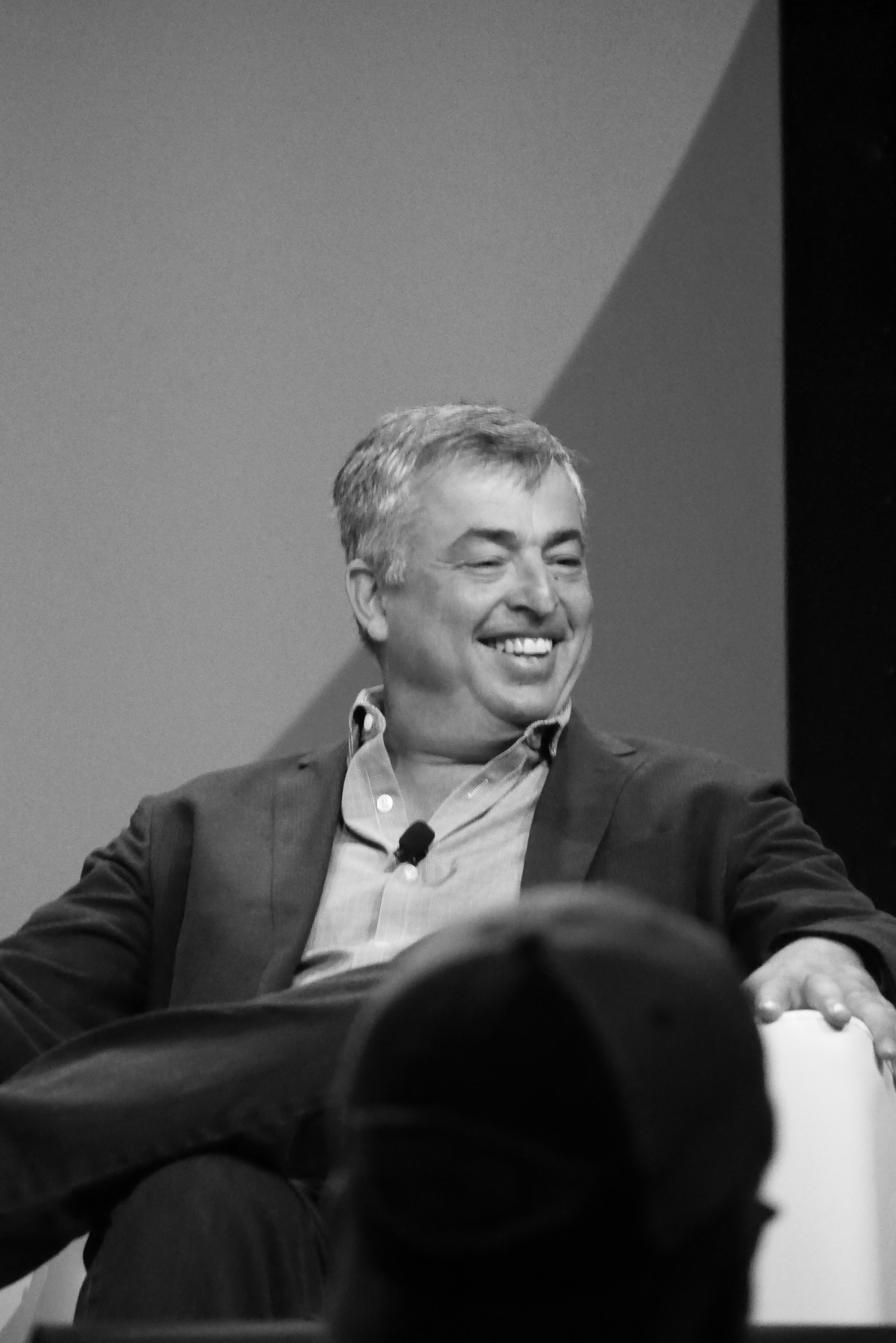
ادی کیو (نایب رئیس شرکت اپل)

ادی کیو (به انگلیسی: Eddy Cue) نایب رئیس ارشد بخش خدمات و نرم‌افزار اینترنت در شرکت اپل است که مستقیماً به تیم کوک گزارش می‌دهد. ادی کیو سابقه فعالیت ۲۳ ساله در اپل دارد و در خلق خدماتی چون فروشگاه برخط اپل در ۱۹۹۸، آی‌تیونزاستور در ۲۰۰۳، و اپ استور در ۲۰۰۸ نقش اساسی داشت.
پس از تغییرات مدیریتی در شرکت اپل در سال ۲۰۱۲، کیو عهده‌دار بخش‌های دستیار صوتی سیری و نقشه اپل نیز شد.

## فراری
کیو در نوامبر ۲۰۱۲ به عضویت هیئت مدیره فراری درآمد.